# Equipos ciclistas españoles en 2001
Equipos ciclistas españoles en 2001, se refiere a la relación de equipos ciclistas profesionales españoles de la modalidad de ciclismo en ruta en la temporada 2001.
Respecto a la temporada anterior desapareció el equipo Vitalicio Seguros-Grupo Generalli. Además, el equipo Banesto se renombró por iBanesto.com y el equipo ONCE-Deutsche Bank se renombró por ONCE-Eroski. Por su parte, el Euskaltel-Euskadi debutó en la Primera División.

## Equipos

### Primera División
- Euskaltel-Euskadi
- iBanesto.com
- Kelme-Costa Blanca
- ONCE-Eroski

### Segunda División
- Colchón Relax-Fuenlabrada
- Jazztel-Costa de Almería

## Clasificaciones UCI
El mejor equipo español durante esa temporada fue el iBanesto.com en la 6.ª posición. El ONCE-Eroski también entró en el top-ten al finalizar 8.º. En la segunda división el mejor fue el Colchón Relax-Fuenlabrada al acabar 14.º.
| Categoría | Posición | Equipo                    |
| Primera   | 6.º      | iBanesto.com              |
| Primera   | 8.º      | ONCE-Eroski               |
| Primera   | 14.º     | Kelme-Costa Blanca        |
| Primera   | 17.º     | Euskaltel-Euskadi         |
| Segunda   | 14.º     | Colchón Relax-Fuenlabrada |
| Segunda   | 23.º     | Jazztel-Costa de Almería  |